# Мартин Пантелеев
Мартин Пантелеев Пантелеев е български цигулар, диригент и композитор. Брат е на цигуларя Веселин Пантелеев-Ешкенази.

## Биография
Роден е в София на 10 май 1976 г. в семейство на музиканти. Започва да учи цигулка от четиригодишна възраст. През 1983– 1995 г. учи в Националното музикално училище „Любомир Пипков“. След това учи в Националната музикална академия „Панчо Владигеров“ в класа по цигулка на проф. Йосиф Радионов и дирижиране и композиция при акад. Васил Казанджиев и проф. Пламен Джуров. Завършва майсторските класове на проф. Захар Брон в Хамбург и проф. Ифра Нийман в Майнц и Лондон. През 1985 г. е концертмайстор на Младежка филхармония „Пионер“. От 1999 г. е втори диригент на Филхармония на нациите, с коятно изнася над 1000 концерта в Европа, САЩ и Азия. През 2004 г. дебютира със Софийската филхармония, след което е поканен за гост-диригент. От сезон 2011– 2012 е главен диригент. Гастролира в Германия, Великобритания, Нидерландия, Италия, Русия, САЩ, Република Южна Африка, Австралия, Аржентина, Румъния, Израел и Китай, като работи с повече от 30 оркестъра. От 2010 г. е музикален директор на фестивала „Дни на класиката – Балчик“.

## Творчество
Автор е на три симфонии за голям симфоничен оркестър, кантата за хор, оркестър и солисти, концерт за ударни и оркестър.

## Отличия
- 1995 г. – ІІ награда за композиция и Специална награда за изпълнение на Шуберт на Международния конкурс „Земята и хората“ в София[1]
- 2007 г. – удостоен е със специална награда от Министерството на културата и Съюза на българските композитори за своето творчество и концертна дейност из целия свят[1]
- 2012 г. – удостоен е със „Златна муза“[2]
- 2013 г. – награда за активна творческа дейност на Българското национално радио[2]
- 2014 г. – специалната награда „Кристална лира“[2]